# Стопфорд, Альберт
Альберт Стопфорд (англ. Albert «Bertie» Henry Stopford; 1860—1939) — британский антиквар и арт-дилер, специализировавшийся на изделиях фирм «Фаберже» и «Картье», также дипломат.

## Биография
Родился 16 мая 1860 года; его отец — преподобный Фредерик Стопфорд (англ. Frederick Manners Stopford), его дед — Джеймс Джордж Стопфорд (англ. James George Stopford) 3-й граф Кортаун.
Альберт обучался искусству и позже служил клириком в городке Titchmarsh графства Нортгемптоншир. Он имел связи с британскими монархами — королевой Викторией, Эдуардом VII и Георгом V, используя их в своём становлении антиквара высокого класса. В ноябре 1881 года он жил в Белгрейвии. Позже мигрировал по Европе — в январе 1901 года жил в городе Таормина на Сицилии; в 1909 году он встретился в России с Феликсом Юсуповым, который показал ему усадьбу и дворец в Архангельском под Москвой; в мае 1913 года он жил в Париже; затем снова в Италии в Сальсомаджоре-Терме; в марте 1914 года повторно в России, в Петербурге; в октябре 1914 года в городе Ипр, Бельгия.
В какой-то момент Стопфорд предложил британскому военному ведомству свои услуги в качестве глаз и ушей в России, работая дипломатом. С июля 1915 по сентябрь 1917 года он жил в петроградской гостинице «Гранд Отель Европа», в Царском Селе и Москве. Побывал в Киеве, Тифлисе, на Северном Кавказе посетил великую княгиню Марию Павловну в Кисловодске, с которой был дружен. Встречался с Феликсом Юсуповым в Ялте, затем был с ним в Петрограде, где Юсупов показал Стопфорду место убийства Распутина.

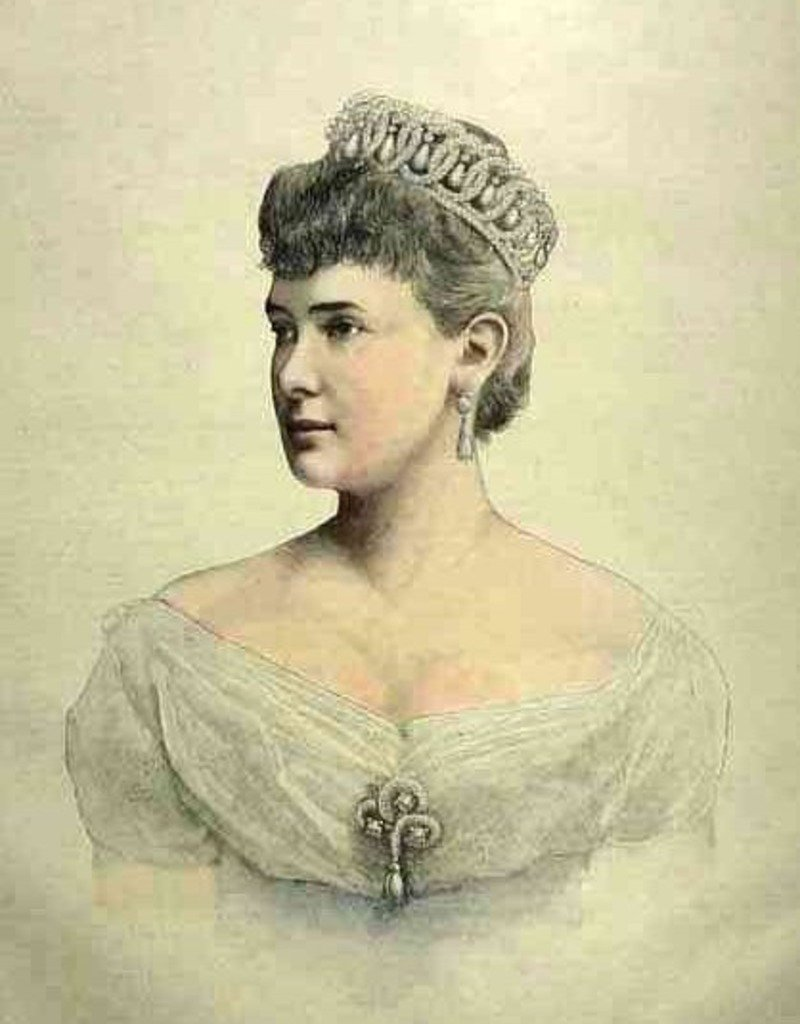
Мария Павловна в тиаре

После Февральской революции Мария Павловна находилась в Кисловодске, а в феврале 1920 года покинула Россию на итальянском судне. Деньги и драгоценности (среди которых была Владимирская тиара) ей удалось вернуть при помощи Альберта Стопфорда, вынесшего их из тайника во Владимирском дворце в июле 1917 года:

«Стопфорд, видя панику друзей из окружения царской семьи, в какой-то момент „принял личное решение проникнуть во Владимирский дворец, чтобы спасти драгоценности Марии Павловны и деньги“, прежде чем новые власти захватят её резиденцию. (…) Получив от Марии Павловны точные инструкции о местонахождении драгоценностей и „потайной двери“, ведущей в её будуар, в конце июля 1917 года Стопфорд проник в здание и обнаружил тайник с драгоценностями и деньгами. В Лондон он их переправил, то ли используя свой дипломатический статус, то ли при помощи знакомого из британских ВМС, выезжавшего из России».

Сам Стопфорд в конце сентября 1917 года уехал через Швецию в Англию. Ныне вынесенная им Владимирская тиара принадлежит королеве Елизавете II. 
В Англии Стопфорд жил в Лондоне, написал в 1919 году автобиографию The Russian Diary of an Englishman: Petrograd 1915—1917. Затем опять находился в Европе — в 1920 году жил в Венеции, в 1922 году — в Таормине, где был дружен с Дейвидом Лоренсом. С 1924 года он находился в Париже, был стипендиатом Зоологического общества Лондона.
Умер 10 февраля 1939 года и был похоронен на парижском кладбище Баньё.